# Grammonota electa
Grammonota electa är en spindelart som beskrevs av Bishop och Crosby 1932. Grammonota electa ingår i släktet Grammonota och familjen täckvävarspindlar.
Artens utbredningsområde är Costa Rica. Inga underarter finns listade i Catalogue of Life.